# Барьяхтар, Виктор Григорьевич
Ви́ктор Григо́рьевич Барьяхта́р (укр. Віктор Григорович Бар’яхтар; 2 августа 1930, Мариуполь, УССР, СССР — 25 августа 2020) — профессор Национального технического университета Украины «КПИ», академик Национальной Академии наук. Герой Украины (2010).

## Биография
Родился в г. Мариуполь в семье учителей Григория Фёдоровича Барьяхтара и Анны Дмитриевны Паранич. В юном возрасте Виктор проявил интерес к наукам и математике. Он окончил среднюю Камбродскую школу г. Луганска с отличием и сразу же был принят в Ленинградский (ныне Санкт-Петербургский) государственный университет, на Физический факультет, без экзаменов. Отделение ядерной физики позже было переведено на Украину, в г. Харьков. В то время в Харькове успешно развивалась и процветала знаменитая научная школа теоретической физики, основателем которой был выдающийся советский физик, лауреат Нобелевской премии, Л. Д. Ландау. Группу теоретиков, работающих в Национальном научном центре «Харьковский физико-технический институт» часто называют «Школой Ландау». В. Барьяхтар стал аспирантом одного из самых любимых и известных учеников Ландау, А. И. Ахиезерa.
После защиты докторской диссертации, в 1972 году был приглашен в г. Донецк на должность начальника теоретического отдела Донецкого физико-технического института. В 1978 году был избран академиком Академии наук УССР (ныне — Национальной академии наук Украины). Возглавил Донецкий научный центр АН УССР. В начале 1980-х годов был приглашён на работу в президиум АН УССР в г. Киев на должность академика-секретаря Отделения физики и астрономии. С 1989 до 1998 года работал вице-президентом Национальной академии наук Украины. За вклад в теоретическую физику магнитных явлений в твёрдых телах, научно-педагогическую деятельность и работу над безопасностью ядерной энергетики награждён многочисленными отечественными и международными наградами. Автор и соавтор 650 научных статей и более 30 книг.
- В 1953 году окончил Харьковский университет.
- В 1954—1973 работал в Харьковском физико-техническом институте.
- В 1973—1982 заведующий отделом и в 1975—1978 заместитель директора Донецкого физико-технического института АН УССР, с 1982 — заведующий отделом Института теоретической физики АН УССР.
- В 1973—1982 годах — руководитель теоретического отдела, заместитель директора Донецкого физико-технического института (ДонФТИ) АН УССР.
- С 1978 года — председатель Донецкого научного центра АН УССР.
- В 1982—1989 — Академик-секретарь Отделения физики и астрономии АН УССР.
- В 1989—1994 — Вице-президент НАН Украины.
- В 1994—1998 — Первый вице-президент НАН Украины.
- В 1985—1989 — Директор Института металлофизики АН УССР.
- С 1985 года — заведующий отделом теоретической физики ИМФ НАНУ, заведующий кафедрой математики и теоретической радиофизики Киевского госуниверситета им. Т. Г. Шевченко.
- В 1995 году на базе отдела теоретической физики и физики плёнок Института металлофизики НАН Украины В. Г. Барьяхтар создал Институт магнетизма НАН Украины и стал его директором.[1].
- С 1997 по 2007 годы — декан физико-математического факультета Национального технического университета Украины «КПИ».

Скончался 25 августа 2020 года, похоронен на Байковом кладбище Киева.

### Семья
- Жена — Клавдия Семёновна.
- Дети — дочь Ирина, окончила физический факультет КГУ и защитила кандидатскую диссертацию в Институте физики полупроводников; сын Игорь, окончил физико-технический факультет Харьковского университета, доктор физико-математических наук.
- Двое внуков — Ярослав и Мария.

## Научная деятельность
Основные исследования посвящены магнетизму, физике металлов, физике плазмы, сверхпроводимости.
Совместно с Александром Ахиезером сделал научное открытие «явления магнитоакустического резонанса», которое занесено в Государственный реестр открытий СССР под № 46 с приоритетом от 19 марта 1956 г. в следующей формулировке:
«Установлено неизвестное ранее явление взаимодействия гиперзвуковых и магнитных (спиновых) волн в ферро-, ферри- и антиферромагнетиках, особенно интенсивно проявляющееся в виде возбуждения магнитных волн гиперзвуковыми и гиперзвуковых волн магнитными при совпадении частот этих колебаний».

## Научные звания и награды
С 1978 года Академик Академии наук УССР (ныне — Национальной академии наук):
- Почетный член Европейского Физического Общества
- Президент Украинского физического общества в 1991—1995 гг.
- Лауреат премии имени Н. М. Крылова (АН УССР, 1985)
- Лауреат премии имени Н. Н. Боголюбова (ОИЯИ, 1999).
- Лауреат премии им. К. Д. Синельникова АН УССР (1978).
- Лауреат двух Государственных премий УССР, Государственной премии Украины.
- Заслуженный деятель науки Украинской ССР (1980).

- Герой Украины (с вручением ордена Державы) — за выдающиеся личные заслуги перед Украинским государством в развитии физической науки, исключительные достижения в организации фундаментальных исследований, многолетнюю плодотворную научно-педагогическую деятельность (21 августа 2010 года[3]).
- Советские награды:
  - орден Ленина,
  - орден Трудового Красного Знамени (1971),
  - медаль «За доблестный труд в ознаменование 100-летия со дня рождения В. И. Ленина» (1970);
- Украинские награды:
  - орден князя Ярослава Мудрого V степени (1998),
  - ордена За заслуги II (2000) и I (2005) степеней.
- Памятная медаль Иоанна Павла второго, Папы Римского (1994).
- Почетный знак отличия Президента Украины (1994)[4].
- Золотая медаль им. В. И. Вернадского НАН Украины (2008).